# شاهو اول
شاهو اول (شیواجی سامباجی راجه بونسال؛ تلفظ مراتی: [ʃaːɦuː] ؛ ۱۸ مه ۱۶۸۲ - ۱۵ دسامبر ۱۷۴۹) پنجمین چاتراپاتی از امپراتوری مراتا بود که توسط پدربزرگش، شیواجی اول، تأسیس شد. او در خانواده بونسل متولد شد و پسر سامباجی اول و یسوبای بود . در سنین جوانی، او در محاصره ریگاد توسط امپراتور مغول ، اورنگ زیب ، دستگیر و اسیر شد. پس از مرگ اورنگ زیب، به امید ایجاد یک درگیری خونین بین جناح‌های مراتا، تارابایی و شاهو ، از اسارت آزاد شد . شاهو در نبردی خونین  پیروز شد و به عنوان چاتراپاتی تاجگذاری کرد.
در زمان سلطنت شاهو، قدرت و نفوذ مراتهه‌ها به بخش بزرگی از هند مرکزی و غربی گسترش یافت، که در آن زمان یک پادشاهی قدرتمند مراتهه را ایجاد کرده بود. پس از مرگ او، وزرا و ژنرال‌های او مانند پیشوا بات‌ها و ستوان‌های آنها از خاندان شینده و هولکار ، سناصاحبسوبا بونسل‌های ناگپور و سناخاخسخل گایکواد از بارودا ، بخش‌های مربوط به خود در کنفدراسیون را تحت یک ائتلاف نه چندان قوی تحت فرمان چاتراپاتی اداره کردند.

## زندگینامه

### اوایل زندگی
در سال 1689، در سن هفت سالگی، شاهو به همراه مادرش پس از نبرد ریگره توسط مغول‌ها اسیر شد.  اورنگ زیب در حال جنگ با مراتهه‌های غیرمتمرکز بود و امیدوار بود از شاهو، وارث تاج و تخت، به عنوان مهره‌ای در نبرد خود استفاده کند. بنابراین، او با شاهو و مادرش به خوبی رفتار کرد. حتی در اسارت مغول‌ها، مادر شاهو، ملکه یسوبای ، همچنان به عنوان یک دشموک بر سرزمین‌های خصوصی خود حکومت می‌کرد.  اورنگ زیب، شاهو را که نام واقعی‌اش شیواجی بود، برخلاف پدربزرگش شیواجی اول، «ساو یا سادو شیواجی» می‌دانست و در نتیجه عنوان محبوب او «راجا شاهو» به معنای پادشاه صادق یا مقدس بود.
شاهو با دو دختر از سرداران عالی رتبه مراتا در خدمت مغولان ازدواج کرد . اورنگ زیب شمشیر بهاوانی شیواجی ، شمشیر افضل خان و یک شمشیر دسته طلایی دیگر را به شاهو هدیه داد. اورنگ زیب همچنین به او سندس زمین‌ها و حقوق درآمدی اطراف پارگاناس اکالکوت، سوپا، براماتی و نواسه را برای نگهداری از او اعطا کرد. پس از مرگ اورنگ زیب در سال 1707، یکی از پسرانش، شاهزاده اعظم شاه ، شاهو را به امید شروع یک درگیری داخلی بین مراتاها و همچنین برای اینکه شاهو را در نبرد جانشینی خود برای تاج و تخت مغول در کنار خود داشته باشد، آزاد کرد.  در آن زمان، عمه او تارابای ، که به نام پسرش (که او نیز شیواجی نام داشت) بر قلمرو مراتا حکومت می‌کرد، شاهو را به عنوان یک شیاد که توسط مغولان به جای پسر سمباجی جایگزین شده بود، محکوم کرد. شاهو سپس در سال 1708 برای به دست آوردن تاج و تخت چاتراپاتی، جنگ داخلی علیه تارابای به راه انداخت و پیروز شد.

### اوایل سلطنت
پس از مرگ اورنگ زیب، شاهو برای بازگشت به وطنش بی‌صبر شد. زینت‌النساء و ذوالفقار خان به او توصیه کردند که منتظر صدور سند رسمی انتصاب از اعظم شاه نماند، بلکه فوراً اردوی مغول را ترک کند و به کشور خود برود. او به راحتی به این توصیه عمل کرد و در 8 مه 1707 اردوی مغول را در دوراها ترک کرد.  حاکمان بهاراتپور ، جایپور ، جودپور و اودایپور در مسیر شاهو به پونا با مهمان‌نوازی گرم از او استقبال کردند. شاهو از شهر مقدس اوجاین بازدید کرد و به شری ماهاکالشور ادای احترام کرد .  در برهانپور، جوتیاجی کاسکار توسط شاهو برای دریافت سند از مغولان باقی ماند. شاهو سپس به بیجاگاد، حدود سی مایلی جنوب نرمادا ، رسید و حاکم آن، راوال موهانسینه، که مدت‌ها علیه اورنگ‌زیب شورش کرده و با مراتهه‌ها همکاری کرده بود، به او پیوست. موهانسینه اولین کسی بود که از آرمان شاهو حمایت کرد و با نیروها و بودجه به او کمک کرد. شاهو از بیجاگاد به سلطانپور رفت، جایی که چندین نفر از سران مراتهه مانند آمریترائو کادامبنده، راوال سوجانسینه از لامکانی، بوکیل‌ها، پوراندارها و دیگر خانواده‌های برهمن به او پیوستند.

### جنگ جانشینی
پس از رسیدن به ماهاراشترا، Senasahibsubha Parsoji Bhonsle، فرمانده 15000 سرباز، خود را به شاهو عهد کرد. نمونه پارسوجی به سرعت توسط سردار نیماجی شینده، سرلشکار هیباترائو نیمبالکار، رستمرائو جادورائو (پدر همسر شاهو)، سخوجی تورات و چیمناجی دامودار دنبال شد که همگی در منطقه باگلانا، خندش و نشیک فعالیت می کردند. نیروهای ترابایی در نزدیکی کوداس خد برای رویارویی جمع شدند.
در 3 آگوست 1707، جوتیاجی کسارکار در برهانپور، سندهای رسمی راجا شاهو را از بهادر شاه ، که سرانجام اعظم خان را در نبرد جاجو کشته بود، دریافت کرد.  در حالی که بهادر شاه به مراتاها سردشموکی دکن را اعطا کرد، اما نتوانست به آنها چاوت اعطا کند و در نتیجه آنها را به طور کامل راضی کند. او همچنین شاهو را به عنوان چاتراپاتی مراتا به رسمیت نشناخت . بنابراین، او اجازه داد تارا بای و شاهو برای برتری بر پادشاهی مراتا بجنگند.  نبرد خد تحولی اساسی در جنگ داخلی پس از آن بود.

### نبرد خد
نوشتار اصلی: نبرد خد
شاهو در مسیر حرکت خود از پونا به سمت میدان خد کودوس، با مقاومت شهر پاراد روبرو شد که قلعه کوچکی داشت و از آنجا توپ‌های ضعیفی توسط پاتیل سایاجی لوخانده به سمت نیروهایش شلیک می‌شد. قلعه مورد حمله قرار گرفت و با خاک یکسان شد و محاصره‌شدگان از دم شمشیر گذشتند. بیوه پاتیل سایاجی پسرش رانوجی را در تخت روان شاهو قرار داد. شاهو که این را اولین پیروزی خود می‌دانست، پسر را فاتسین نامید و او را به عنوان پسر خود پذیرفت.  شاهو پس از رسیدن به خد، مخفیانه وارد اردوگاه داناجی جادهاو شد و با نارورام رانگا رائو، حسابرس داناجی، که مورد توجه اربابش بود، مصاحبه‌ای انجام داد.  نارورام مشروعیت ادعاهای شاهو بر تاج و تخت مراتا را نشان داد و داناجی را متقاعد کرد که در زمان مناسب از آرمان درست حمایت کند. پس از آن، داناجی نیز وفاداری خود را به شاهو اعلام کرد. نبرد خد در 12 اکتبر 1707 بین نیروهای تارابای و راجا شاهو، که شخصاً فرماندهی نیروهای خود را بر عهده داشت، رخ داد. نیروهای تارابای توسط پراتینیدهی پارشورام تریمباک و سارسناپاتی خاندرائو دابهاده رهبری می‌شدند و تلفات زیادی متحمل شدند، در حالی که داناجی جادهاو به دلیل سوگند وفاداری قبلی خود به شاهو، فقط درگیر درگیری‌های اسمی شد. بدین ترتیب شاهو به یک پیروزی قاطع دست یافت و باعث شد پرشورام تریمباک پراتینیدهی به قلعه ساتارا فرار کند. پس از نبرد، شاهو برای ادای احترام از معبد خاندوبا در ججوری بازدید کرد و عنوان "کشاتریاکولاواتانسا سریوت راجا شاهو چاتراپاتی" را بر خود نهاد. 
شاهو، سوار بر موجی از موفقیت، به تصرف قلعه‌های رایگاد، تورنا، ویچیترگاد و چندان-وندان، به همراه چند قلعه کوچک‌تر، در زمانی بی‌سابقه ادامه داد. ظرف یک ماه پس از نبرد خد، او در برابر ساتارا ظاهر شد. شاهو که در پای قلعه ساتارا ، تقریباً دقیقاً همان جایی که اورنگ‌زیب هفت سال قبل اردو زده بود، اردو زده بود، با قاطعیت از پراتینیدهی تارابای خواست که قلعه را بدون مقاومت تسلیم کند. با این حال، از آنجایی که دومی تسلیم نشد، شاهو آن را محاصره کرد. شاهو که مصمم بود قلعه را در هشت روز فتح کند، متوجه شد که شیخ میرا، فرمانده نظامی (هاوالدار) قلعه، خانواده‌اش را در وای، روستایی نه چندان دور از اردوگاهش، نگه داشته است. شاهو تصمیم گرفت ترفندی زیرکانه به کار گیرد و شیخ میرا را تهدید کرد و گفت که اگر قلعه را تسلیم نکند، همسر و فرزندان شیخ را از دهان توپ‌ها خواهد انداخت. شیخ میرا سپس آمادگی خود را برای انجام فرمان شاهو نشان داد. با این حال، از آنجایی که پراتینیدهی مقاومت کرد، شیخ میرا در یک کودتای کوچک او را به زندان انداخت و در ۱ ژانویه ۱۷۰۸ دروازه‌ها را به روی شاهو گشود. گفته می‌شود حتی داناجی جادهاو، که نه ماه قبل از تسلیم شدن ارتش عظیم اورنگ زیب، شاهد حمله به قلعه ساتارا بود، از سهولت و سرعتی که شاهو توانست آن را فتح کند، ابراز تعجب کرد. بدین ترتیب ساتارا پایتخت قلمرو شاهو شد.

### تثبیت
کانهوجی آنگره از فرصت جنگ بین تارابای و شاهو استفاده کرد تا عملاً خود را از سلطه هر یک از آنها آزاد کند. در عوض، او مرکز تجاری اصلی کالیان و قلعه‌های همسایه راجماچی و لوهاگاد را تصرف کرد. شاهو نیروی بزرگی را تحت فرماندهی پیشوا یا نخست وزیر خود، باهیروجی پینگاله ، فرستاد . کانهوجی پینگاله را شکست داد، او را در لوهاگاد زندانی کرد و شروع به پیشروی به سمت پایتخت شاهو، ساتارا، کرد. شاهو به سناکارتا بالاجی ویشوانات خود دستور داد تا ارتش دائمی دیگری (هوزورات) را برای سرکوب مخالفان تشکیل دهد. بالاجی راه مذاکره را ترجیح داد و به عنوان نماینده تام الاختیار شاهو برای مذاکره با دریاسالار منصوب شد. بالاجی و کانهوجی در لوناوالا ملاقات کردند . پیشوای تازه منصوب شده، میهن پرستی ملوان پیر را برای آرمان مراتهه به کار گرفت. کانهوجی آنگره موافقت کرد که به عنوان سرخل (دریاسالار بزرگ) نیروی دریایی شاهو با کنترل کونکان تبدیل شود. سپس بالاجی و کانهوجی به طور مشترک به سیدهای مسلمان جانجیرا حمله کردند . نیروهای مشترک آنها بیشتر سواحل کونکان، از جمله زادگاه بالاجی، شریواردان، را تصرف کردند که سپس بخشی از قلمرو آنگره شد. شاهو که از موفقیت بالاجی خوشحال بود، بهیروجی پینگاله را برکنار کرد و در 16 نوامبر 1713، بالاجی ویشوانات را به عنوان پیشوا منصوب کرد. 
پس از مرگ ارباب ماراتای آتانی، هیمت بهادر ویتوجی چاوان، پسرش اوداجی چاوان جانشین شاهنشاهی او شد و لقب او به نام هیمت بهادر را گرفت. در طول جنگ های ماراتا-مغول ، پدر اوداجی دوست نزدیک رامچاندرا آماتیا بود و اوداجی به جناح تارابای (و در نتیجه پسرش سامباجی) پیوسته بود. اوداجی از قلعه خود در Battis Shirale ، مرتباً حملاتی را در قلمروهای شاهو انجام می داد و این مناطق را به نام Chavan Chauth می نامید. در دهه 1730، پس از مرگ سناپاتی تریمباکراو داباده و لشکرکشی های دور باجیرائو، اوداجی چاوان از پسر تارابای سامباجی مجوز گرفت تا نیرویی را از رودخانه وارانا علیه شاهو رهبری کند. او اردوگاه خود را در شیرول برپا کرد و شروع به غارت روستاها کرد. شاهو که در آن محله مشغول شکار بود، اوداجی چاوان را احضار کرد و به او قول داد که در امان خواهد بود. پس از سرزنش‌های شدید شاهو به خاطر اعمالش، اوداجی چاوان تصمیم گرفت او را ترور کند. چند روز بعد، چهار قاتل وارد چادر شاهو شدند که تنها نشسته بود. شاهو آنقدر نسبت به خطری که از جانب قاتلان وجود داشت بی‌تفاوت بود که قاتلان دلسرد شدند و اسلحه‌های خود را جلوی پای او انداختند و التماس کردند که رحم کنند. [ نیازمند منبع ] شاهو در مورد کارفرمای آنها پرسید و آنها اعتراف کردند که توسط اوداجی چاوان فرستاده شده‌اند. شاهو به هر یک از قاتلان یک دستبند طلا داد و آنها را مجبور کرد که اسلحه‌های خود را بردارند و به همراه گواهی از خودش که نشان می‌داد آنها خدمتگزاران خوب و وفاداری هستند، به اوداجی برگردانند و در عین حال تصمیم گرفت تا درگیری علیه سامباجی را آغاز کند. شامبوسیمها جادهاو و پراتینیدهی حمله‌ای سریع به اردوگاه سامباجی در سواحل رودخانه وارانا انجام دادند و بیشتر ارتش کولهاپور را از بین بردند. تمام صندوق و ذخایر نظامی سامباجی توسط پراتینیدهی‌ها تصرف شد. تارابای ، راجاسبای، جیجابای، همسر سامباجی، باگوانترائو رامچاندرا و وینکاترائو جوشی به عنوان اسیر به چاتراپاتی شاهو برده شدند که او نیز با جوانمردی مادر و همسر سامباجی را به پانهالا فرستاد . تارابای ناامید تصمیم گرفت با شاهو در کاخی که برای او در ساتارا آماده شده بود، اقامت کند و به نقش خود در جنگ داخلی پایان داد. نیروهای شاهو سپس ویشالگاد را تصرف کردند و سامباجی را مجبور به پذیرش یک معاهده قطعی کردند. 
دشتی باز به نام دشت جاکینوادی به عنوان محل ملاقات دو پسرعمو انتخاب شد. جاکینوادی با غرفه‌ها و تجهیزات اشراف ماهاراشترا مزین شده بود، که در این مناسبت، در شکوه و جلال زیورآلات و جواهرات خود با یکدیگر رقابت می‌کردند. بیش از 200000 سرباز، تنها با اسب‌ها و قطارهای بی‌شماری از بار و بنه، در آنجا حضور داشتند. در روز مقرر، شاهو و سمباجی از اردوگاه‌های خود سوار بر فیل‌هایی با هوده‌های جواهرنشان حرکت کردند. وقتی یکدیگر را دیدند، فیل‌هایشان زانو زدند و سوارانشان آنها را ترک کردند تا بر اسب‌های عربی زین‌شده سوار شوند. وقتی اسب‌ها به هم رسیدند، دو شاهزاده پیاده شدند. سمباجی سرش را به عنوان نشانه‌ای آشکار از تسلیم روی پاهای شاهو گذاشت.  چاتراپاتی شاهو خم شد و پسرعمویش را بلند کرد و او را در آغوش گرفت. سپس، شاهو و سمباجی با سکه‌های طلایی و حلقه‌های گل، یکدیگر را زینت دادند و مراسم را به پایان رساندند. پیمان رسمی دو ماه بعد در ساتارا، معروف به "معاهده وارانا" منعقد شد که به جنگ داخلی مراتا پایان داد و کولهاپور را به بخشی کاملاً تابع از قلمرو ساتارا چاتراپاتی تبدیل کرد. به فاتح‌سینگ بونسل دستور داده شد تا سمباجی را تا پانهالا همراهی کند. شاهو سمباجی را به مدت هشت مایل همراهی کرد و مسیر با جواهرات و ابریشم‌های اشراف مراتا در قطار دو پادشاه روشن شد. به گفته محقق سی. ای. کینکید : "حتی شکوه اشراف فرانسوی، هنگامی که هنری در میدان پارچه طلا با فرانسیس ملاقات کرد ، در مقابل شکوه استقبال شاهو از سمباجی رنگ می‌باخت." 

### کشور داری شاهو
ر طول پنجاه سال بعد، پسر پیشوا بالاجی، باجیرائو اول ، و نوه‌اش، بالاجی باجیرائو ، به دستور چاتراپاتی شاهوجی-۱، قدرت مراتهه را در تمام جهات شبه قاره هند گسترش دادند.  نبرد پالخد در 28 فوریه 1728 در روستای پالخد، نزدیک ناشیک ، ماهاراشترا ، هند ، بین کنفدراسیون مراتهه و نظام الملک، آصف جاه اول حیدرآباد ، درگرفت که در آن مراتهه‌ها نظام را شکست دادند.  پس از نبرد بوندلخند ، مراتهه‌ها به بازیگران اصلی در دوآب گنگا-یامونا تبدیل شدند .  در طول زندگی شاهو، مراتهه‌ها بوندلخند ، بوندی ، مالوا ، گجرات ، گوالیور ، کوتا و دوآب گنگا-یامونا را فتح کردند .
شاهو منافع دهقانان را پیش برد و زمین‌های بایر را به زیر کشت برد، کاشت درختان را تشویق کرد و با لغو مالیات‌های طاقت‌فرسا، رنج طبقات فقیر را تسکین داد. 
شاهو، که عموماً به عنوان "بولا شانکار" (تجسم خیرخواه شیوا )،  شناخته می‌شد ، به خاطر منش عادلانه و ضرب‌المثل‌گونه‌اش مشهور بود و آزادانه با غیرنظامیان معاشرت می‌کرد. در طول جشنواره‌ها، جشن‌ها، شام‌ها و مراسم ازدواج، شاهو به خاطر ایفای نقش فعال و مشاهده‌ی چگونگی رفتار مردمش مشهور بود. مردم از هر طبقه‌ای احساس می‌کردند که حق دارند او را برای رویدادهای زندگی خصوصی خود مانند ازدواج یا سایر جشن‌ها دعوت کنند، و او با صمیمیت به آنها می‌پیوندید، برای آنها خرج می‌کرد و هر زمان که به کمک نیاز بود به آنها کمک می‌کرد. شاهو توسط بیش از یک نویسنده‌ی معاصر لقب "پونیاشلوکه" (میراث پارسایی) را دریافت کرد. او به خاطر انتصاب افسران واجد شرایط و تفویض اختیارات لازم و در عین حال سرزنش مناسب اعمال ناشایست، مورد ستایش قرار می‌گرفت. او در ملاء عام با همان لباس‌های سفید ساده‌ای که در زندگی خصوصی می‌پوشید، ظاهر می‌شد، با موهای بلند خاکستری که به طرز زیبایی روی شانه‌هایش آویزان بود. عملاً هیچ چیز خصوصی در زندگی او وجود نداشت و برای هر غیرنظامی قابل دسترسی بود. او با اسب یا با تخت روان خود به همراه گروهی باریک اندام، در سراسر قلمرو پادشاهی خود سفر می‌کرد و منشی و دفتردارانش همیشه او را همراهی می‌کردند. 
برنامه روزانه او یک برنامه ثابت بود. فقرا به راحتی به او دسترسی داشتند و عدالت سریع و بی‌طرفانه‌ای دریافت می‌کردند. او هرگز هیچ متقاضی بی‌ملاحظه‌ای از طبقه پایین را نادیده نمی‌گرفت و در سفرهایش، هر زمان که کسی را می‌دید که از او درخواست کمک می‌کند، تخت روان خود را متوقف می‌کرد. شاهو معمولاً هر روز صبح به شکار می‌رفت که تنها ورزش و تفریح او بود. پس از صبحانه، چاتراپاتی به کارهای اداری خود می‌پرداخت و در آنجا با دقت به هر موضوعی که به او می‌رسید رسیدگی می‌کرد و با صبر و حوصله به هر دادخواستی که ارائه می‌شد، گوش می‌داد. در زمان روشن شدن چراغ‌ها در عصر، پس از ادای احترام رسمی به آگنی ، یک دادگاه کامل تشکیل می‌شد . موسیقی و رقص، روز را به پایان می‌رساند. محاسبه شده است که چاتراپاتی شاهو هر روز حداقل در مورد 500 موضوع یا پرونده حکم صادر می‌کرد. 